# جمهورية هايتي الإسبانية
جمهورية هايتي الإسبانية (بالإسبانية: República del Haití Español)‏، تُسمى أيضًا دولة هايتي الإسبانية المستقلة، كانت دولة مستقلة نشأت عن هزيمة المستعمرين الإسبان في سانتو دومينغو في 9 نوفمبر 1821 بقيادة الجنرال خوسيه نونيز دي كاسيريس.

## نبذة تاريخية

### التحضير للاستقلال (1820 – 1821)
قرر رئيس هايتي جان بيير بوير التجهيز لإشاعة التقدم العسكري من قبل الإسبان في الجمهورية الهايتية بسبب الشائعات المتكررة بأن الفرنسيين والإسبان كانوا سيغزون الجانب الشرقي الضعيف من الجزيرة.
في عام 1820، أرسل بوير الكولونيل دزير دالماسي إلى بلدات مجاورة مثل لاس ماتاس، وسان خوان دي لا ماغوانا، وأزوا لإقناع السكان المحليين بالانضمام إلى جمهورية من شأنها أن توفر لهم فرص العمل وفوائد كبيرة. وبدلًا من انتظار عودة دالماسي إلى هايتي، قرر بوير غزو الجزء الشرقي من الجزيرة قبل أن يستكمل خوسيه نونيز دي كاسيريس نيته بالانضمام إلى كولومبيا الكبرى.
بقيت هايتي توفر الحماية في ظل الحكومة الهايتية على شكل وظائف، وأراضي، وألغت الضرائب على تصدير الماشية، مقابل قبول التوحيد السياسي للمنطقتين.
في 1 ديسمبر 1821، صدر قانون تأسيسي لطلب اتحاد هاييتي الإسبانية مع كولومبيا الكبرى. لم تكن دولة جمهورية هاييتي الإسبانية مدعومة من قبل مجتمع الخدم والعبيد الذين كانوا قلقين من حكم البيض التام، وفضلوا الاتحاد مع هايتي الفرنسية، بسبب إلغاءهم للعبودية.
في أواخر عام 1821 وأوائل عام 1822، أرسلت هايتي مبعوثين إلى هايتي الإسبانية الوسطى والشمالية لتشجيع انضمام البلاد إلى هايتي، وبدأ الناس في رفع علم هايتي على المباني العامة والساحات، ومن بينهم هنشا (هنش الحالية)، ولكن أيضًا في مدن كبيرة أخرى مثل بويرتو بلاتا (13 ديسمبر 1821)، وداجابون (15 ديسمبر)، وسانتياغو (29 ديسمبر)، ولا فيجا (4 يناير 1822)، في حين عارضت قوات أخرى التوحد مع هايتي وأعلنت الاستقلال رسميًا عن إسبانيا في 1 ديسمبر 1821.

### الاستقلال (1821-1822)
في 30 ديسمبر 1821، الساعة 11:30 مساءً فاجأ تروباس دي مورينوس (التي تعني بالإسبانية «القوات الملونة»)، بقيادة بابلو علي وخوسيه نونيز دي كاسيريس، حراس فورتاليزا أوزاما والحاكم المسجون باسكوال ريال في توري دي هوميناجي (حصن) سانتو دومينغو. في صباح اليوم التالي، في تمام الساعة السادسة صباحًا، كانت نيران المدافع تشير إلى حدوث تغيير سياسي.
استمرت مجموعة من السياسيين والضباط العسكريين في تفضيل توحيد الأمة الجديدة مع هايتي، حيث سعى عدد من العائلات النخبوية إلى الاستقرار السياسي في ظل الرئيس الهايتي جان بيير بوير. عارضت فرقة كبيرة متمركز في منطقة سيباو الشمالية الاتحاد مع كولومبيا الكبرى ووقفت إلى جانب الرئيس الهايتي بوير. من ناحية أخرى، سعى بوير لحماية بلاده من احتمال استعادة فرنسا أو إسبانيا لهايتي الإسبانية ومهاجمة هايتي أو حتى إعادة احتلالها. هو لم يسعى للحفاظ على استقلال هايتي فقط، بل سعى أيضًا للحفاظ على حرية العبيد السابقين، وكذلك لتحرير العبيد المتبقين في هايتي الإسبانية. بعد الوعد بحمايته لحكومة نونيز دي كاسيريس، دخل بوير بقوة تصل إلى 12000 جندي في فبراير 1822، بعد أن أعلنت معظم المدن والبلدات انضمامها لجمهورية هايتي بين نوفمبر 1821 ويناير 1822، بما في ذلك بويرتو بلاتا (13 ديسمبر، 1821) وسانتياغو (29 ديسمبر 1821).
في 9 فبراير 1822، دخل بوير رسميًا العاصمة سانتو دومينغو، حيث قوبل بحماس واستقبله نونيز دي كاسيريس الذي عرض عليه مفاتيح القصر. رفض بوير العرض قائلًا: «لم آت إلى هذه المدينة كمحتل بل أتيت إليها بإرادة سكانها». وهكذا توحدت الجزيرة من «كيب تيبورون إلى كيب سامانا تحت ظل حكومة واحدة».